# Neomacounia nitida
Neomacounia nitida là một loài Rêu trong họ Neckeraceae. Loài này được (Lindb.) Ireland miêu tả khoa học đầu tiên năm 1974.